# Астрономія мая
Астрономія мая — астрономічні пізнання, спостереження і погляди мая.
У мая астрономією займалися жерці. Спостереження за небокраєм відбувалися із спеціально споруджених кам'яних обсерваторій — Караколей, розташованих в містах-державах Тікаль, Копан, Паленке, Чичен-Іца та інших.
Жерцям-астрономам були відомі п'ять планет — Венера («Чак-Ек'»), Сатурн, Юпітер, Марс, Меркурій. Місяць називався Іш-Чель, Сонце — К'ініч. У Мая існували свої сузір'я (Плеяди називалися «Хвіст гремучої змії» — Ц'аб-Ек, Чумацький шлях — «Шість змій або хмар» — Ваках-К'ан або Ах'-Поо-і, Оріон — «Зірка-Черепаха» — «Ак'Ек'», Діва — Чітам). Було поняття комети (ік-ом), комети з хвостом(ік-ом не), метеорного рою (мосон), болід (ек-ку-лубуль).
Астрономія використовувалася для виявлення найсприятливішого моменту до початку тих чи інших сільськогосподарських робіт.
Жерці мая вміли розпізнавати настання сонячних і місячних затемнень. Вони використовували свої знання, створюючи ілюзію контролю над цими явищами. Астрономія в їх руках була інструментом влади.

## Астрономія і сільське господарство
Для підсічно-вогневого землеробства мая знання з астрономії були дуже важливі. В певний день, зазначений жерцями, в густих тропіках лісу індіанці кам'яними сокирами підрубували дерева або кільцеподібно здирали з них кору. Коли дерева висихали, їх випалювали. Зробити це потрібно було в самому кінці сухого періоду, за короткий термін. Відразу після цього наставали тропічні дощі, які тривали по п'ять-шість місяців. Потім утворювалися поля, які засівали насінням різних рослин. Помилка в кілька днів могла порушити весь цикл робіт.

## Обсерваторії
- Караколь в Чичен-Іці

Серед типових обсерваторій мая виділялася своїми грандіозними розмірами Караколь в Чичен-Іці, що має вигляд вежі, поставленої на двоступеневу прямокутну платформу. Така побудова будівлі не характерна для архітектури мая. Її невеликі вікна спрямовані на точки сходу і заходу Сонця і Місяця в дні весняного і осіннього рівнодення, літнього та зимового сонцестояння.
- Будівля-обсерваторія в Паленке

Це група будівель, розташованих навколо двох великих та двох малих дворів, і квадратна в плані вежа.
- Комплекс в Уашактуні

Подібний Караколю в Чичен-Іці археологічний пам'ятник культури мая. Знаходиться за 25 км на північ від Тікаля. Назва Уашактун, мовою мая «кам'яні очі». Він являє собою піраміду і три храмових споруди в східній стороні. Розташовані вони так, що спостерігач, що стоїть на піраміді, бачить через них схід Сонця в дні рівнодення і сонцестояння.

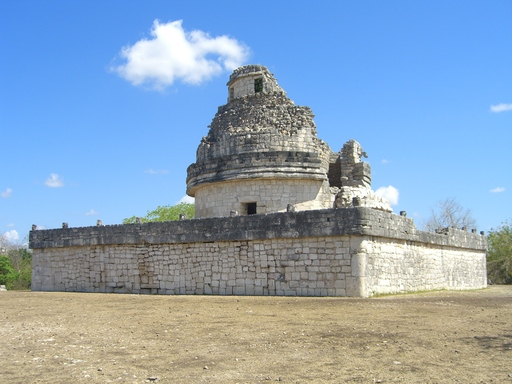
Караколь в Чичен-Іці
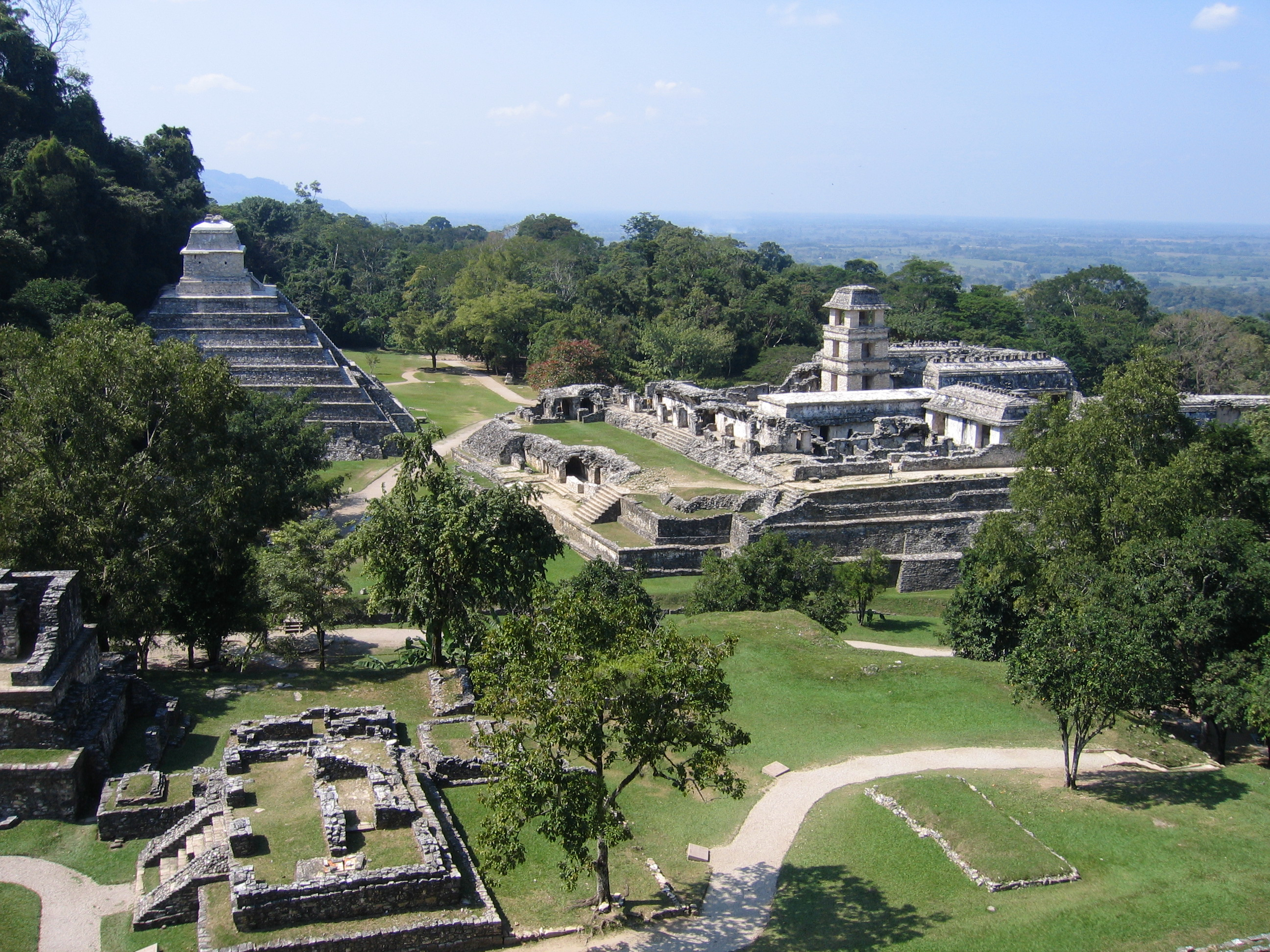
Паленке
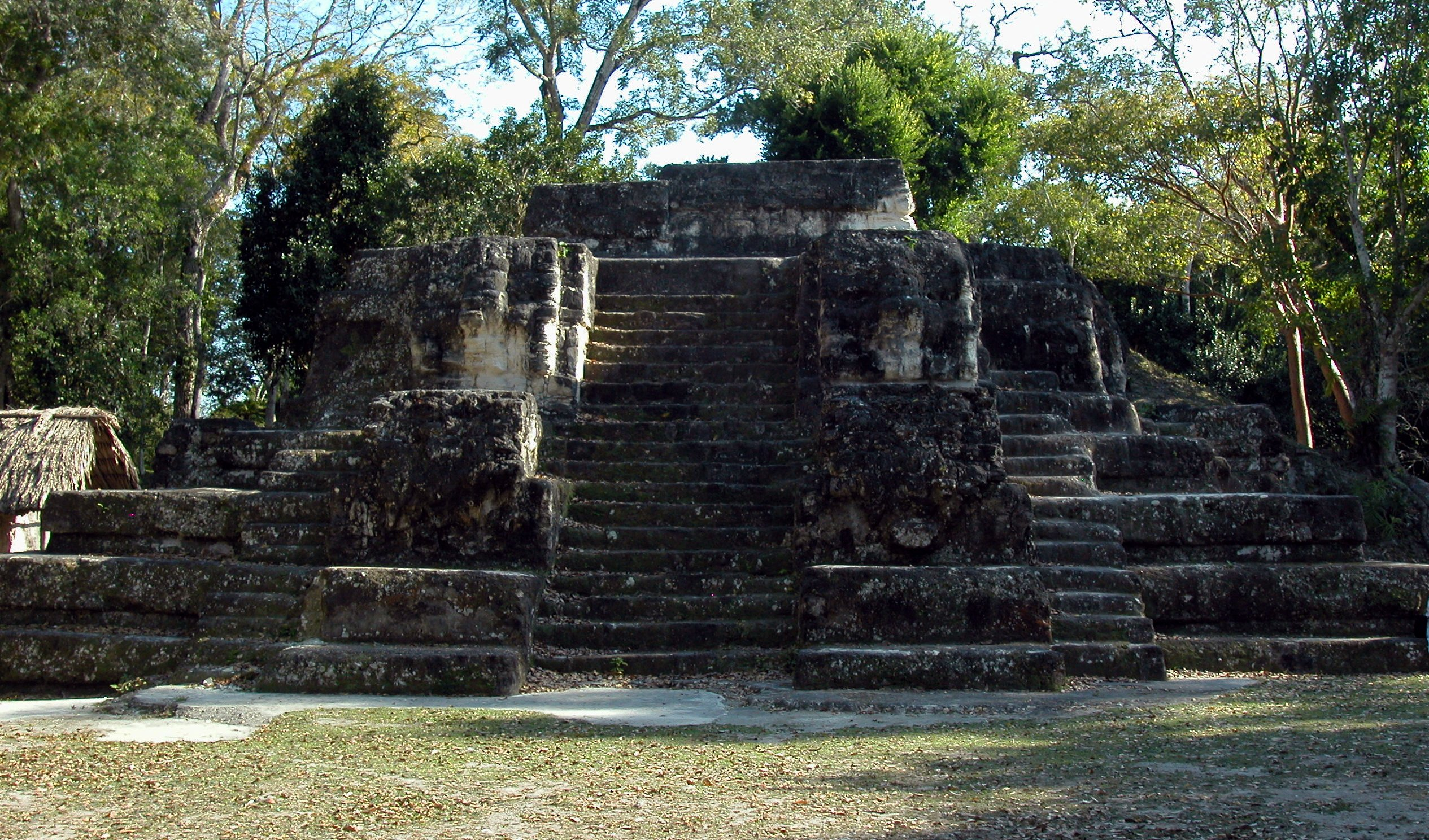
Уашактун

## Календар мая
Календар мая був безперервний і складався з 13-денного тижня, 20-денного місяця і 365- або 366-денного року. Астрономія мая мала сільськогосподарську спрямованість, це відбивалося на її властивості. Місяці, наприклад, мали такі назви: «збір» (проходило збирання врожаю кукурудзи), «олень» (початок сезону полювання), «хмарний» (початок сезону дощів) тощо. Назви днів не були пов'язані з сільським господарством, швидше були даниною красі мови племені: «кіб» (схід), «кавак» (буря), «ахав» (володар).